# Carex argunensis
Espèce
Classification phylogénétique
Carex argunensis est une espèce de plantes du genre Carex et de la famille des Cyperaceae.